# Rebecca Castaudi
Rebecca Castaudi (8 de julio de 2001) es una deportista francesa que compite en pentatlón moderno. Ganó una medalla de oro en el Campeonato Europeo de Pentatlón Moderno de 2025, en la prueba individual.

## Medallero internacional
| Campeonato Europeo | Campeonato Europeo | Campeonato Europeo | Campeonato Europeo |
| Año                | Lugar              | Medalla            | Competición        |
| ------------------ | ------------------ | ------------------ | ------------------ |
| 2025               | Madrid (España)    | Medalla de oro     | Individual         |